# Hysterangium thwaitesii
Hysterangium thwaitesii är en svampart som beskrevs av Berk. & Broome 1848. Hysterangium thwaitesii ingår i släktet Hysterangium och familjen Hysterangiaceae.   Inga underarter finns listade i Catalogue of Life.